# Arte de las putas
Arte de las putas es un poema de Nicolás Fernández de Moratín clasificado dentro del género de la literatura erótica y que circuló exclusivamente en forma clandestina hasta más de un siglo después de ser escrito.
Compuesto a principios de la década de 1770, no se publicó en vida del autor sino más de un siglo después de su creación, recién en 1898, debido a la férrea censura que impuso la Inquisición española, que lo incluyó como libro prohibido en la edición de 1790 del Index Librorum Prohibitorum. Ello no se convirtió en óbice para que los círculos literarios de la época elogiasen la obra de Moratín padre.
El autor era un conocido poeta, que se había formado en la corte al haber sido su padre guardajoyas de la reina Isabel de Farnesio. Incluso llegó a impartir clases en la Universidad de Valladolid.
Se trata, pues, de un anecdotario que relata las peripecias de las trabajadoras de la noche de un pujante Madrid borbónico.

## Análisis
No es una clásica obra erótica, Arte de las putas, es una imagen punzante y sarcástica.
Consta de cuatro cantos con 475 versos, por su tema ha sido relacionado con otras obras del mismo género entre las que descuella El jardín de Venus, de Félix María Samaniego.
Moratín describe aquí con precisión los trabajos de las mujeres que obran la prostitución, adoptando posturas femeninas y brindando testimonios que permiten reconstruir de forma ejemplar la situación de las mujeres en la España de la época. A pesar de ello sigue impregnada de la misoginia característica de aquel tiempo.